# Dúbrava (684 m)
Dúbrava (674, 684 m) – dwuwierzchołkowy szczyt w Rudawach Słowackich (Slovenské rudohorie). W regionalizacji słowackiej zaliczany jest do Pogórza Rewuckiego (Stolické vrchy). Znajduje się w bocznym grzbiecie Magury (883 m), który poprzez szczyt Veľká  šteť (753 m) i Dúbravę opada w kierunku południowo-zachodnim do doliny rzeki Muráň. Grzbiet ten oddziela doliny dwóch potoków; Mnisansky potok i Jordán.
Zbocza Dúbravy są w większości porośnięte lasem. Dawniej znajdowały się w nich sztolnie kopalni, obecnie są dwa czynne kamieniołomy.